# Динаміт

Динамітна шашка:
A. Тирса (або інший абсорбувальний матеріал) вимочена у нітрогліцерині.
B. Захисне покриття, що оточує вибухову речовину.
C. Детонувальна капсула.
D. Електричний провід приєднаний до детонувальної капсули.

Динамі́т (від дав.-гр. δύναμις — «сила»; англ. dynamites, нім. Dynamite) — бризантні вибухові суміші на основі нітрогліцерину з поглиначем та іншими домішками.
Нітрогліцерин в чистому вигляді дуже небезпечний і незручний для застосування. Тому для широкого використання цієї потужної вибухівки були знайдені тверді абсорбенти, просочування яких нітрогліцерином робило його відносно безпечним для зберігання і використання. Крім абсорбенту, динаміт може містити й інші речовини. Вся маса зазвичай спресовується в циліндричну форму і поміщається у паперову чи пластикову упаковку-патрон. Підрив заряду здійснюється з допомогою капсуля-детонатора.
Динаміт був запатентований Альфредом Нобелем 1867 року і до середини XX століття його використовували як основну вибухову речовину у гірничій справі. Через високу чутливість до механічних впливів, високої токсичності та вогню, в 60-х рр. XX ст. частково замінений на безпечніші і менш токсичні порошкоподібні гранульовані вибухові речовини та водовмісні пластичні аміачно-селітряні вибухові речовини.
Динаміти складаються з нітроефіру (нітрогліцерину або динітрогліколю), вміст яких не менше 40 % з різними домішками (деревне борошно, кізельгур тощо) і нітроцелюлози. Розрізняють динаміти: пластичні (гримучі драглі, желатин-динаміти), напівпластичні, порошкоподібні.

## Історія

### Відкриття нітрогліцерину

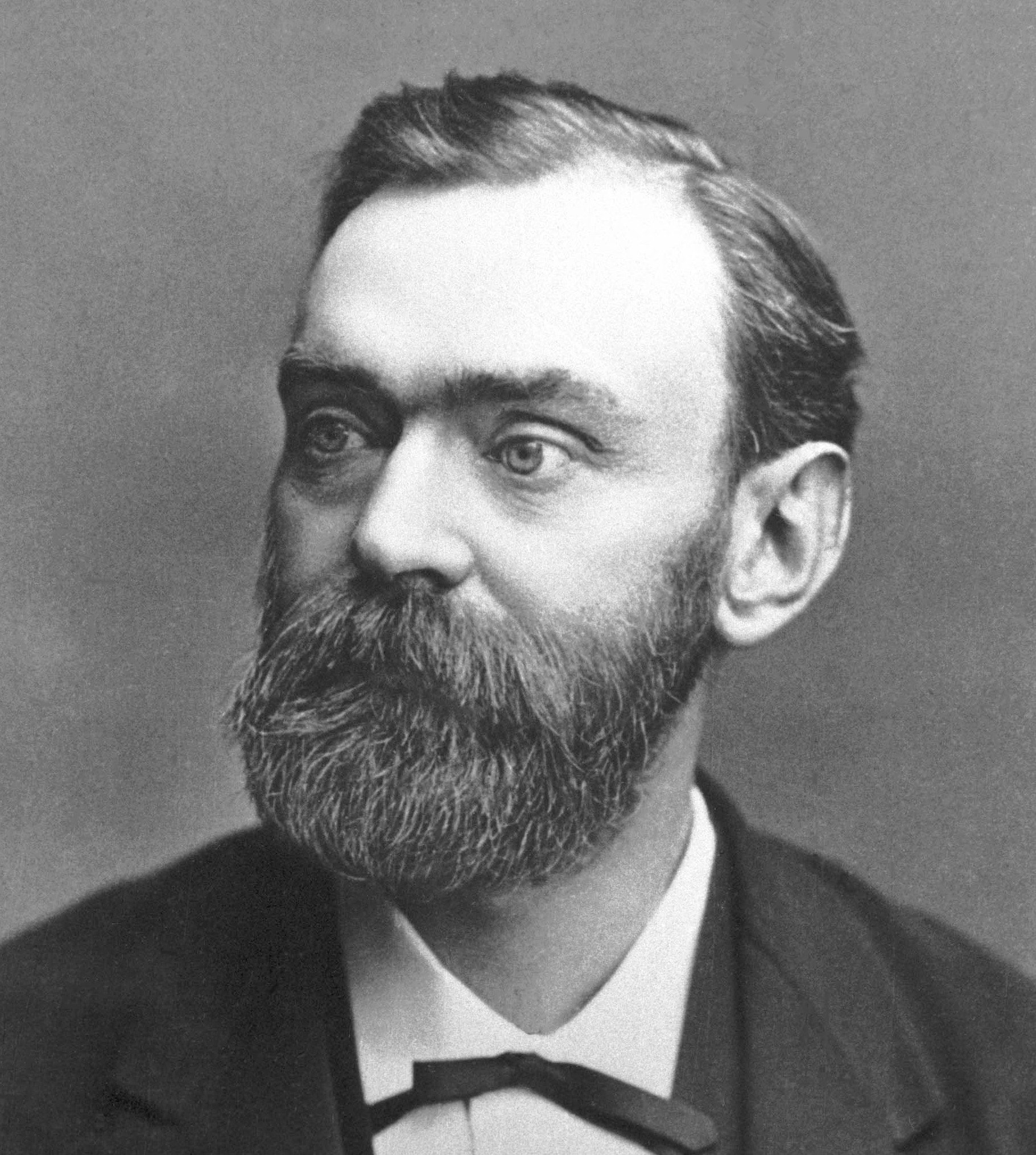
Альфред Нобель, близько 1883

Нітрогліцерин відкрив у 1846 році італійський хімік Асканіо Собреро, опублікувавши своє відкриття наступного року. Речовина виявилася сильною вибухівкою, але дуже небезпечною у використанні.
Для його виробництва було збудовано декілька заводів. Російський хімік Микола Зінін та його помічник Василь Петрушевський досліджували нітрогліцерин та шукали безпечні способи його застосування. Їхнім учнем був молодий Альфред Нобель.
Починаючи з 1859 року, Альфред Нобель, його батько і молодший брат ставили у Швеції експерименти над вибуховим рідким нітрогліцерином, намагаючись знайти оптимальні способи його виробництва і застосування в промисловості.
В 1863 році вони виявили, зокрема, що детонацію нітрогліцерину можна викликати підривом гримучої ртуті, що спростило його практичне використання і привело до винайдення Нобелем вдосконаленого капсуля-детонатора, який застосовують й досі, — цю розробку деякі автори оцінюють навіть вище, ніж винайдення динаміту.
Альфред Нобель також винайшов спосіб промислового неперервного отримання нітрогліцерину в інжекторі, що змішує гліцерин та азотну кислоту.

### Винайдення динамітів

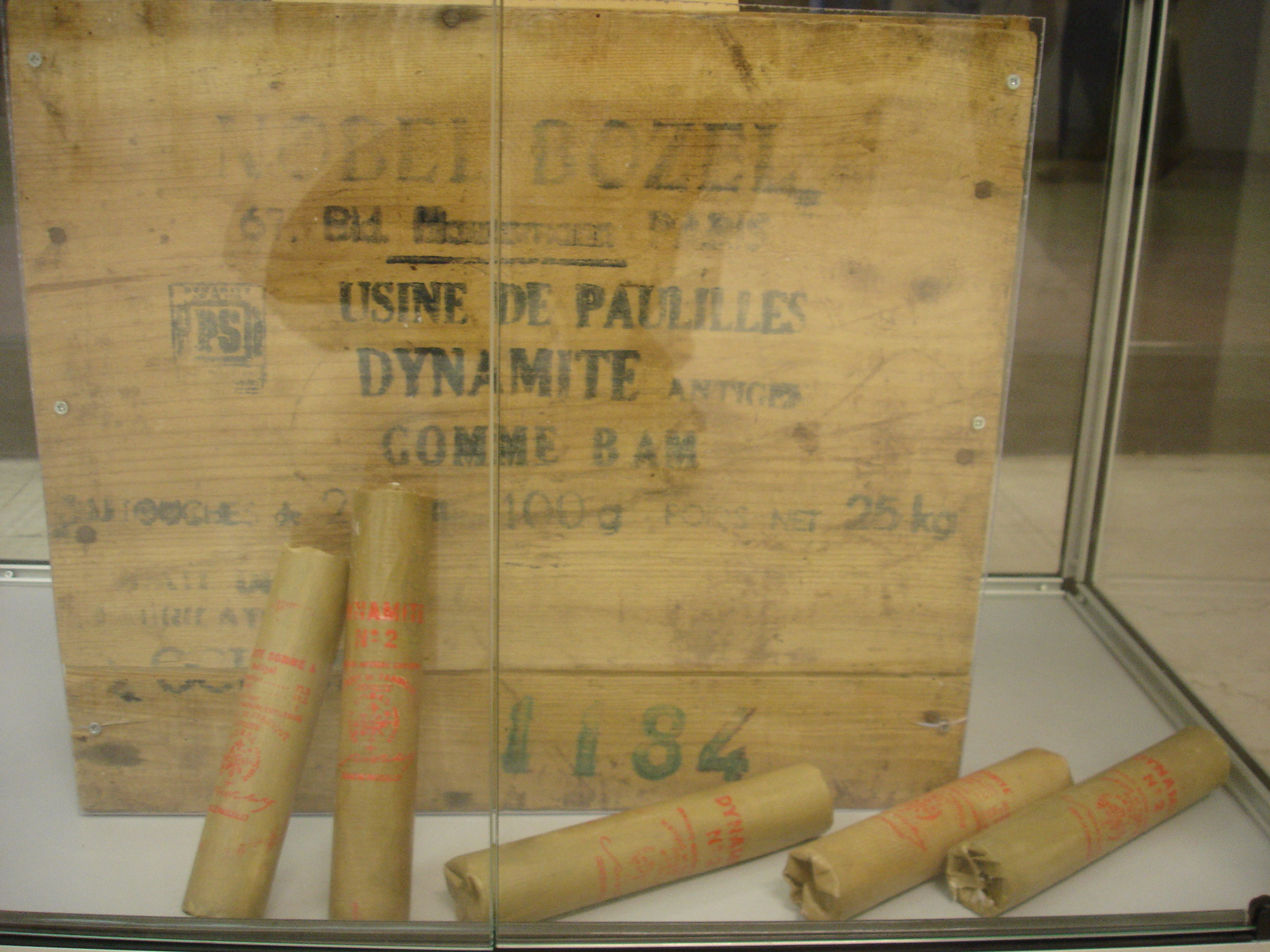
Динаміт виробництва фабрики Нобеля

За широко поширеною легендою, початок винайденню динаміту було покладено випадковим відкриттям у 1866 році: пляшки, в яких нітрогліцерин був призначений до перевезення, були укладені в кременисту землю (кізельгур), причому одна з пляшок дала течу, частина нітрогліцерину витекла і була поглинута кременистою землею. Нобель нібито звернув увагу на те, що отриманий змочений нітрогліцерином кізельгур не виділяє рідини навіть при сильному стисненні, а при підриві капсулем гримучої ртуті вибухає з силою, яка лише незначно поступається чистому нітрогліцерину в кількості, поглинутій кременистою землею.
Насправді ж Нобель, з метою спростити застосування нітрогліцерину, розпочав у 1864 році широкомасштабні дослідження матеріалів, які поглинали нітрогліцерин, випробувавши послідовно папір, порох, тирсу, вату, вугілля, гіпс, цегляний пил та інші матеріали. До кінця року було виявлено, що найкращі результати дає кізельгур, на якому Нобель і зупинився. Увесь 1865 рік пішов на вдосконалення складу і методу виробництва вибухівки, а в 1866 році динаміт був представлений публіці. Сам Нобель спростовував легенду:
Я безумовно ніколи не помічав жодного випадкового витікання нітрогліцерину в кізельгурову упаковку в такій кількості, щоб утворити пластичний або хоча б вологий матеріал, і ідея такої випадковості винайдена, мабуть, тими, хто приймає припущення за реальність. Що насправді привернуло мою увагу до використання інфузорної землі для динаміту, так це її надмірна легкість у сухому вигляді, що свідчить, очевидно, про її велику пористість. Отже, динаміт з'явився не в результаті випадковості, а тому, що я з самого початку бачив недоліки рідкої вибухівки та шукав способи їм протидіяти.— 
Ця розробка Нобеля виявилася надзвичайно важливою: вона давала можливість повністю відмовитися від використання нітрогліцерину в рідкому вигляді. Поглинута порошкоподібними поглиначами, ця вибухова речовина стала набагато безпечнішою у використанні. Винахід був одразу оцінений сучасниками: уже в 1868 році Альфред Нобель та його батько були нагороджені Золотою медаллю Шведської академії наук «За заслуги у використанні нітрогліцерину як вибухової речовини».
Речовини-поглиначі, просочені нітрогліцерином, були названі «динамітами», і в 1867 році А. Нобель отримав патент на приготування так званого «кізельгур-динаміту», або, інакше, «гур-динаміту», який містив від 30 до 70 % нітрогліцерину.

### Поширення динамітів
| Рік  | Об'єм виробництва, т |
| ---- | -------------------- |
| 1867 | 11                   |
| 1868 | 20                   |
| 1869 | 156                  |
| 1870 | 370                  |
| 1871 | 848                  |
| 1872 | 1570                 |
| 1873 | 4100                 |
| 1874 | 6240                 |
| 1875 | 8000                 |

В 1867 році А. Нобель запропонував динаміт для артилерійських снарядів, але спеціальна комісія, назначена для випробування цієї пропозиції, дійшла до висновків, що для цього динаміт непридатний, оскільки не забезпечує достатньої безпеки.
В 1868 році полковник Петрушевський запропонував свій порошкоподібний магнезіальний динаміт, який складався з 75 % нітрогліцерину і 25 % вуглекислої магнезії як поглинача. Того ж року в Кронштадті було виготовлено 18 пудів такого динаміту, який дав при випробуванні хороші результати. Цей динаміт свого часу використовували у США під назвою Magnesia powder.

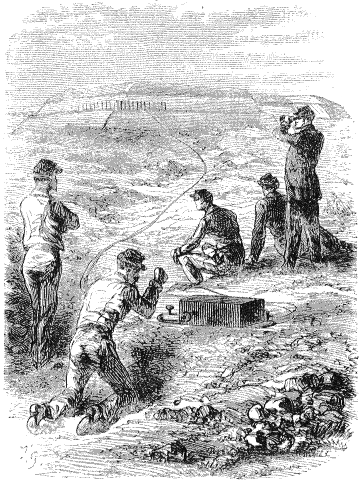
Вибухові роботи з допомогою динаміту, рисунок з французького журналу La Nature, 1873

Якщо в 1867 році єдина фабрика Нобеля по виробництву динаміту випустила всього 11 тонн, то через сім років більше півтори десятків заводів Нобеля виробляли уже тисячі тонн динаміту в рік, переважно для потреб гірничої промисловості. При впровадженні динаміту в практику часто виникали курйози, оскільки серія відомих вибухів нітрогліцерину на початку—в середині 1860-х років призвела до того, що деякі країни заборонили виробництво і перевезення нітрогліцериновмісних матеріалів. У таких країнах динаміт часто відправляли на рудники під виглядом порцеляни чи скла, а у Великій Британії, де така заборона діяла з 1869 по 1893 роки, Нобелю довелося її обходити, побудувавши великий динамітний завод в Глазго — під шотландською юрисдикцією, і доставляючи динаміт не залізницями, а гужовим транспортом.
Під час франко-пруської кампанії у 1870—1871 роках німці для спорядження підводних мін використовували дуалін, який складався з 50 % нітрогліцерину, 30 % нітрованої деревини і 20 % калієвої селітри, а як підривні патрони німецькі інженерні війська використовували так званий літофрактор — особливий вид динаміту, який містив 52—70 % нітрогліцерину, 30—25 % кізельгуру і невелику кількість кам'яного вугілля, селітри і сірки.
Успіхи німців у застосуванні динаміту при підриві фортець і мостів стимулювали французів до початку його використання, чому до цього опиралося державне Управління порохів і селітр, що мало монополію на виробництво вибухових речовин у Франції. В результаті в ту ж війну динаміти були прийняті на озброєння і у французьких військах, і в 1870—1871 роках у Франції були побудовані дві державні і одна приватна динамітні фабрики, потім, зрештою, знову закриті до 1875 року. 1871 року динаміти з'явилися і в австрійських інженерних військах.
Розширення виробництва супроводжувалося вибухами на фабриках: так, у 1870 році в Німеччині їх було 6, 14 січня 1871 року при вибуху в Празі загинуло 10 осіб, а 8 квітня 1872 року вибухнув динамітний завод в Альт-Бероу (Сілезія).
В 1875—1879 роки в Росії проводилися досліди з «целюлозо-динамітом» Трауцля. Досліди велися в Усть-Іжорі і Варшаві. Цей динаміт включав 70 % нітрогліцерину і поглинач, який складався з 29,5 % деревно-паперової маси і 0,5 % соди.

### Винайдення і поширення желатин-динамітів
У 1875 році А. Нобель, намагаючись покращити динаміт, знову повернувся до дослідів з піроксиліном як поглиначем, і, порізавши палець, звернув увагу на те, що близький родич піроксиліну, який використовували для закриття ран — колодій, утворює желатиноподібні суміші з багатьма органічними розчинниками. Нобель кинувся в лабораторію і, написавши попередньо про всяк випадок заповіт, за ніч отримав перший зразок гримучої драглі — суміші нітрогліцерину з колодієм. Так був відкритий спосіб желатинізації нітрогліцерину і винайдені желатиновані динаміти.
Виготовлятися промислово желатин-динаміти почали в Англії з 1878 року, а в континентальній Європі з 1880.
Спочатку ці динаміти не набули широкого поширення, оскільки їх перші зразки з часом ексудували нітрогліцерин («запотівали» ним) і тому не були достатньо безпечними, але ця проблема була вирішена в Англії у 1887 році, і відтоді гримучі драглі та желатиновані динаміти набули широкого поширення в гірничій справі, значно розширивши можливі обсяги вибухових робіт.
Так, застосування цих динамітів при будівництві 15-кілометрового Великого Сен-Готтардського тунелю, прокладеного у твердому граніті, дозволило закінчити тунель на три роки раніше від початкових розрахунків. Спорудження інших більших тунелів через Альпи: Мон-Сеніського (12 км), Арльберзького (10 км) і Симплонського (19 км) — також потребувало інтенсивного використання динаміту. Важливими перевагами желатинованих динамітів було те, що вони вибухали, не залишаючи твердих залишків, мали більшу силу вибуху і зовсім не боялися води — і тому були придатні для підводних вибухових робіт. Для оболонок патронів з гримучих драглів використовували рослинний пергамент.

### Антигризутні запобіжні динаміти
XIX століття — це століття вугілля. Його видобування було однією з головних задач гірничої промисловості. В той же час воно було достатньо небезпечним: вибухи пороху, що використовували для прокопу вугільних шахт і роздроблення вугільних пластів, утворювали багато отруйних газів і через тривале відкрите полум'я часто викликали вибухи рудникового газу і вугільного пилу, які забирали життя гірників. Винайдення нових безпечніших вибухових речовин для вугільної промисловості було першочерговою задачею, тому динаміти одразу були успішно протестовані в кам'яновугільних копальнях Анна-Марія (Північна Вестфалія) під керівництвом німецького інженера Менцеля.
Корисна дія динаміту була більша, ніж у пороху, а швидкість детонації — вища, що і зумовило його більшу безпечність. Застосування пороху, однак, продовжувалося ще довго з комерційних міркувань, оскільки він слабше дробив вугілля. Гурдинаміт і желатиновані динаміти, однак, не вирішили проблему безпечності до кінця, тому наступним кроком стали дослідження шляхів подальшого вдосконалення безпечності для використання в шахтах — або, як це назвали на Світовому конгресі прикладної хімії 1906 року, антигризутності (від фр. grisou — метан, основний компонент рудникового газу) — вибухових речовин.
Перш за все дослідники звернули увагу на полум'я вибуху. Спроби оточити заряд водою, просочуючи нею оболонку або вміщуючи його в патрон, залитий водою, практично не мали успіху. Наприкінці 1870-х—на початку 1880-х років найбільші європейські держави створили спеціальні антигризутні комісії, які займалися дослідною перевіркою займистих властивостей різних вибухових речовин і сертифікували їх для використання в шахтах різної небезпечності.
Успіхом стала перша теплова теорія антигризутності, розроблена на основі експериментів по займанню метано-повітряних сумішей французькими вченими-членами антигризутної комісії Франсуа Ернестом Малларом і Анрі Луї Ле Шательє. Вони виявили, що є мінімальна температура спалаху суміші, а затримка спалахування падає з температурою: від близько 10 с при мінімальній температурі 650 °C до практично миттєвого спалахування при 2200 °C. З цього було зроблено висновок, що рудниковий газ вибухати не буде, якщо
1. температура газів при детонації буде меншою 2200 °C — це обмежує склад вибухової речовини;
2. в процесі розширення і охолодження газів затримка спалахування для поточної їх температури буде постійно перевищувати час, який пройшов з моменту детонації — це дає граничний заряд, при перевищенні якого спалахування можливе.

Експерименти підтвердили основні положення теорії, правда, максимальну температуру газів після вибуху в шахті в 1888 році, де використовували вибухові речовини з граничною температурою детонації 2200 °C, вирішили знизити — до 1500 °C для вугільних шахт і до 1900 °C для інших.

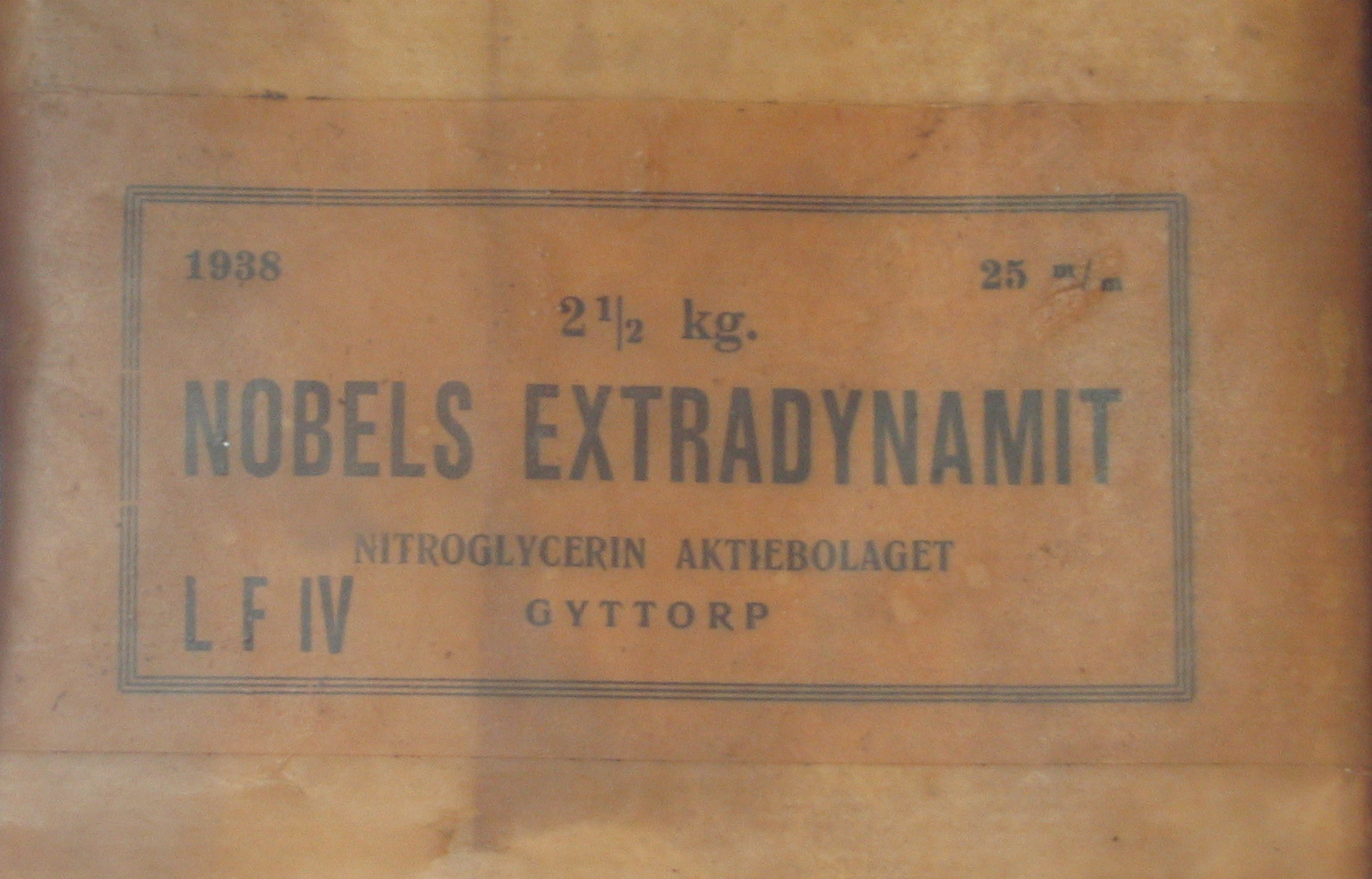
Екстрадинаміт Нобеля

Перспективною вибуховою речовиною з низькою температурою отримуваних газів — всього 1100 °C — була аміачна селітра. Першою широко поширеною антигризутною вибуховою речовиною на її основі став екстрадинаміт Нобеля, який містив 70—80 % селітри і 30—20 % гримучих драглів. Потім були розроблені гризутіни, в яких було 12—30 % гримучих драглів, і карбоніти, які складалися з 25—30 % драглів, такої ж кількості борошна і 25—40 % селітр лужних металів або барію, винайдені Біхелем та Шмутом в 1885 році. З 1887 року поширилися веттердинаміти, які мали в складі інертні солі з великим вмістом води, що знижувало температуру продуктів детонації — вперше такий склад запропонували німці Мюллер і Ауфшлегер: 48 % нітрогліцерину, 12 % кізельгуру і 40 % соди чи сульфату магнію.

### Бездимні порохи і військове застосування динаміту
До кінця 1880-х років на базі нітрогліцерину були розроблені метальні бездимні порохи: балістит, запатентований Нобелем у 1888, і кордит, запатентований в Англії Абелем та Дьюаром незалежно від баліститу Нобеля в 1889 (сам Нобель вважав відмінності кордиту від баліститу несуттєвими і вів безрезультатну судову тяганину з метою захистити свій патент). На відміну від них, розроблений раніше у Франції Полем В'єлем бездимний порох Poudre B не містив нітрогліцерину і складався переважно з нітроцелюлози. Сам же динаміт, незважаючи на тривалі зусилля військових дослідників та винайдення відносно безпечних камфорних сортів, не набув широкого застосування у військовій справі через підвищену небезпечність і чутливість до прострілу кулями, хоча камфорні динаміти застосовувалися в російській армії і в Першу світову війну.
Пневматична артилерія, яка недовгий час перебувала на озброєнні американського флоту і берегових батарей наприкінці XIX століття, а також та, яку випробовували різні європейські країни, називалася «динамітними гарматами». Назва пов'язана з тим, що такі гармати могли стріляти в тому числі й динамітними зарядами без суттєвого ризику детонації снаряду прямо в жерлі, оскільки тиск в каналі жерла артилерійської установки можна було регулювати так, щоб уникнути сильного початкового поштовху (як від порохового заряду в класичній артилерії), а навпаки, прискорення снаряду росло поступово.
Прийняті на озброєння зразки стріляли видовженими опереними фугасними снарядами масою до кількох сотень кілограмів, спорядженими гримучими драглями, вміст яких становив до 75 % маси снаряду, на відстань до декількох кілометрів. Динамітні гармати втратили своє значення до 1900-х років, коли поширилися стійкіші вибухові речовини (мелініт, тротил та інші), якими можна було споряджати фугасні снаряди класичної порохової артилерії, які, до того ж, мали більші початкові швидкості і тому мали більшу дальність стрільби.
Побудований спеціально для випробування пневматичних гармат «динамітний крейсер» USS Vesuvius був укомплектований в 1890 році і після експериментальних стрільб 1891 і 1893 років навіть брав участь в Іспансько-американській війні 1898 року, обстрілюючи ночами Сантьяго. Потім, однак, він був поставлений на прикіл і в 1904 році був перетворений в експериментальне торпедне судно з демонтуванням усіх динамітних гармат. Ще одне судно з динамітною гарматою — бразильський допоміжний крейсер Нітерой — зробило з неї лише єдиний символічний постріл 15 березня 1894 року в день остаточного придушення повстання в Ріо-де-Жанейро.

### Злочинне застосування динамітів

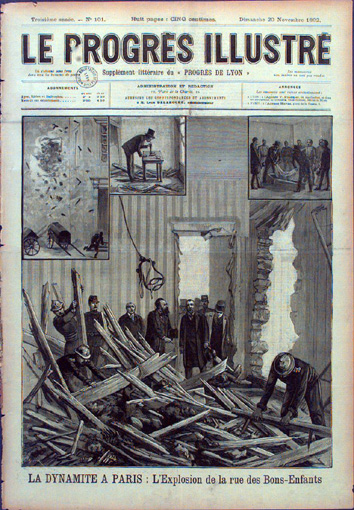
Наслідки підриву анархістами комісаріату поліції в Парижі, 1892

Практично одразу ж переваги динаміту оцінили і злочинці та терористичні організації. Спроба підриву в морі пакетбота «Мозель» з метою отримання страховки американським моряком Вільямом Кінг-Томасеном — колишнім підривником-диверсантом армії Конфедерації — закінчилась невдачею, коли 11 грудня 1875 року бочка замерзлого саморобного динаміту з годинниковим механізмом вибухнула при завантаженні на судно, вбивши близько 80 осіб. Між березнем 1883 року і січнем 1885 року в Лондоні відбулося 13 динамітних вибухів, організованих екстремістами-прихильниками самоуправління Ірландії з організації «Клан-на-Гейл», включаючи вибух у будівлі Скотленд-Ярду і спробу підриву Лондонського моста.

### Розквіт використання динамітів

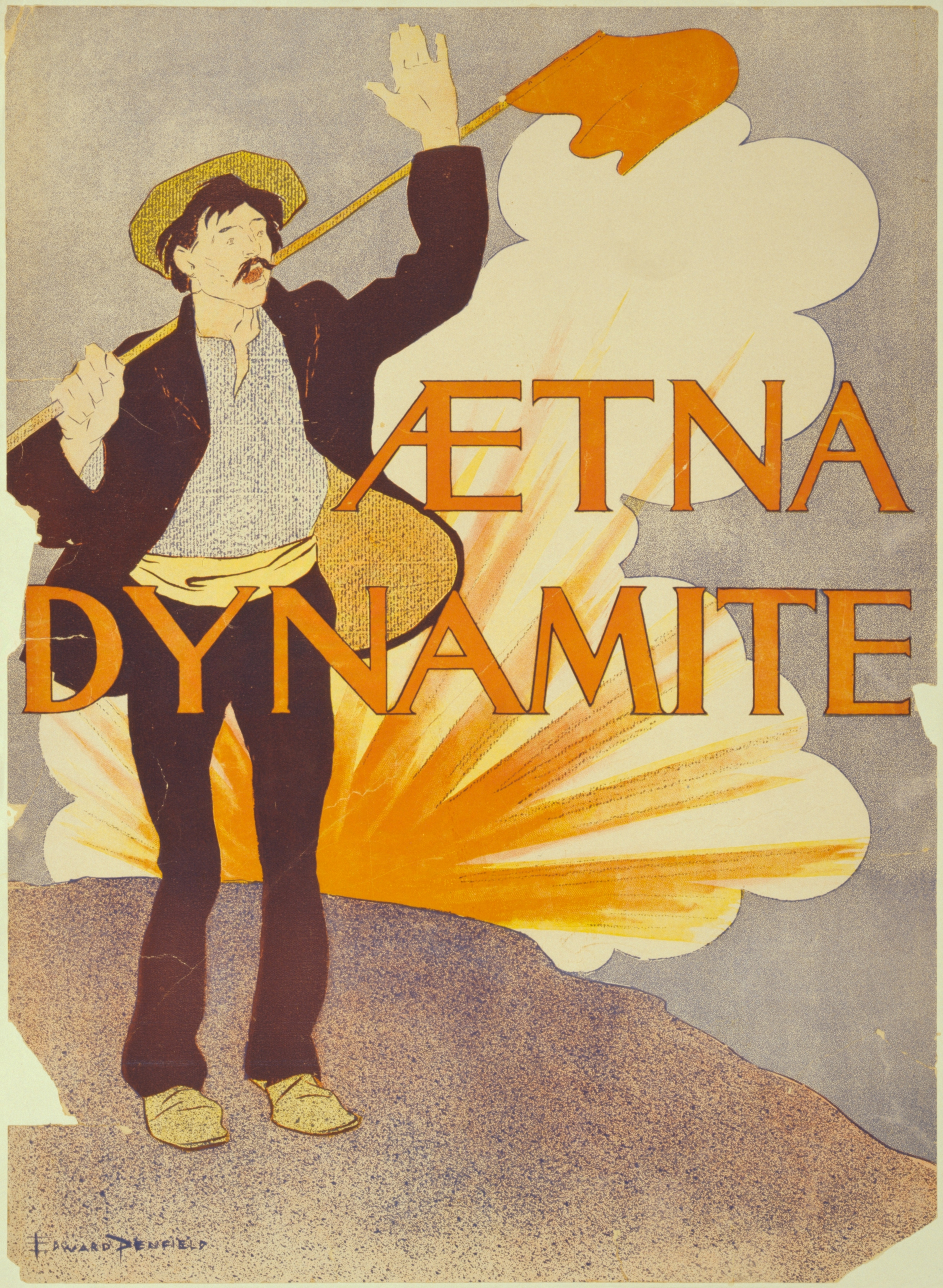
Реклама динаміту, 1890-і роки

До 1890-х років під управлінням Нобеля були вже десятки підприємств, які виробляли десятки тисяч тонн динамітів за рік. Усі зароблені переважно на динаміті та нафті кошти, близько 32 мільйонів крон, Нобель, який помер у 1896 році, заповів для утворення фонду, який щорічно видає Нобелівські премії.
До 1910 року виробництво динаміту у світі досягло сотні тисяч тонн за рік, на одному тільки будівництві Панамського каналу було витрачено декілька мільйонів тонн динаміту. До 1920-х років кількість марок динаміту сягнула кількох сотень, хоча тоді вже намітилася тенденція до їх заміни новішими, безпечними та ефективними економічно вибуховими речовинами.
Спочатку популярнішими були сорти з пасивними адсорбентами, типу кізельгуру, однак до 1920-х років вони мали вже практично тільки історичний інтерес, поступившись різним потужнішим рецептурам з адсорбентами нітрогліцерину, які згоряли в детонації, типу органічних смол, селітри і навіть цукру. Це було наслідком того, що нітрогліцерин є надлишковою за киснем вибуховою речовиною, тобто при детонації нітрогліцерину виділяється чистий кисень, який може бути використаний як окислювач для адсорбенту та інших добавок з метою підсилення вибуху.

### Зменшення використання динамітів
Незважаючи на конкуренцію з новими речовинами на основі селітри, динаміти залишалися основною промисловою вибуховою речовиною у багатьох країнах, наприклад в Англії та Швеції, до середини XX століття. В ПАР — найбільшому світовому виробникові і споживачеві динаміту протягом декількох десятиліть, починаючи з 1940-х років — динаміт активно застосовувався на золотих рудниках і залишався основною вибуховою речовиною до 1985 року, коли AECI під впливом профспілок перепрофілювала фабрики на виробництво вибухових речовин на основі селітри.
В останній чверті XX століття в гірничій справі в США на деякий час стали популярними запобіжні динаміти, в яких як нітроефірну суміш використовували суміш метріол тринітрату і диетиленглікольдинітрату, яка мала ту перевагу, що ці сполуки не викликають головного болю при контакті, на відміну від нітрогліцерину. До початку XXI століття їх виробництво було згортуне.
В повному обігу вибухових речовин у світі динаміт займає зараз максимум 2 %.

## Роль динамітів в історії техніки, їхні переваги і недоліки

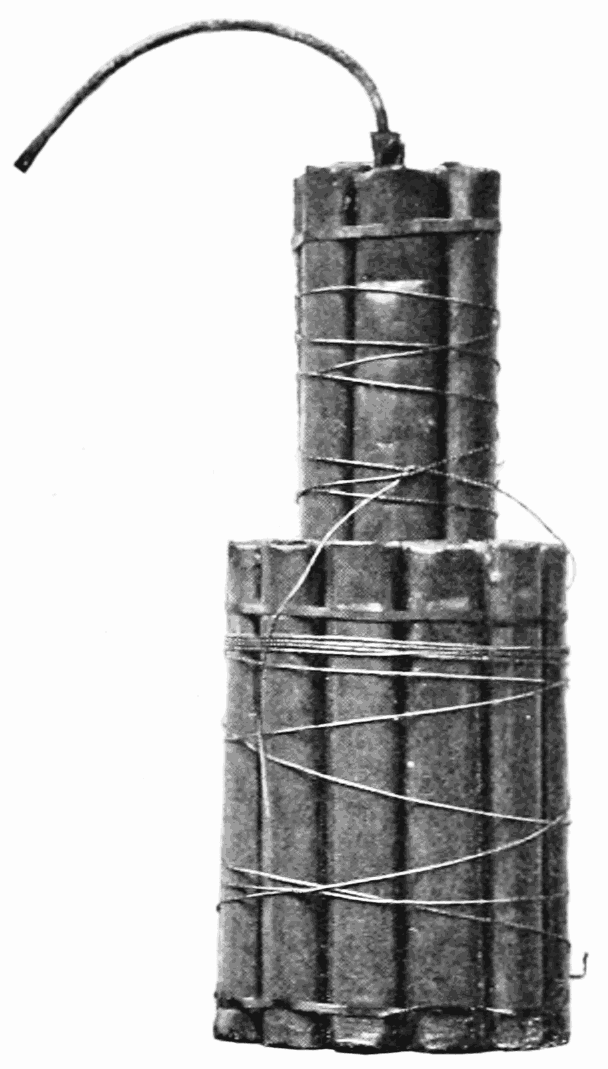
Гільза для динамітних патронів, 1899—1900

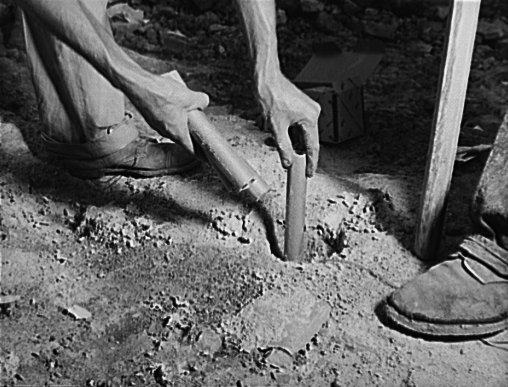
Вставка динаміту в шпур при побудові дамби Дуглас-Дем, Теннессі, червень 1942.

Динаміти були першими сумішевими бризантними вибуховими речовинами, які стали широко поширеними в гірничій справі, і вони відіграли суттєву роль у розвитку вибухової справи. Динаміти перевершували іншу вибухову речовину, яку використовували раніше, — чорний порох — практично за всіма показниками: за силою вибуху і концентрацією енергії (теплота вибуху динаміту становить 7100—10 700 МДж/м³), за водостійкістю та пластичністю, за безпечністю при використанні.
Ці переваги робили застосування динамітів особливо ефективним для одного з основних на той час методів ведення підривних робіт — шпурового методу з ручним заряджанням шпурів патронами.

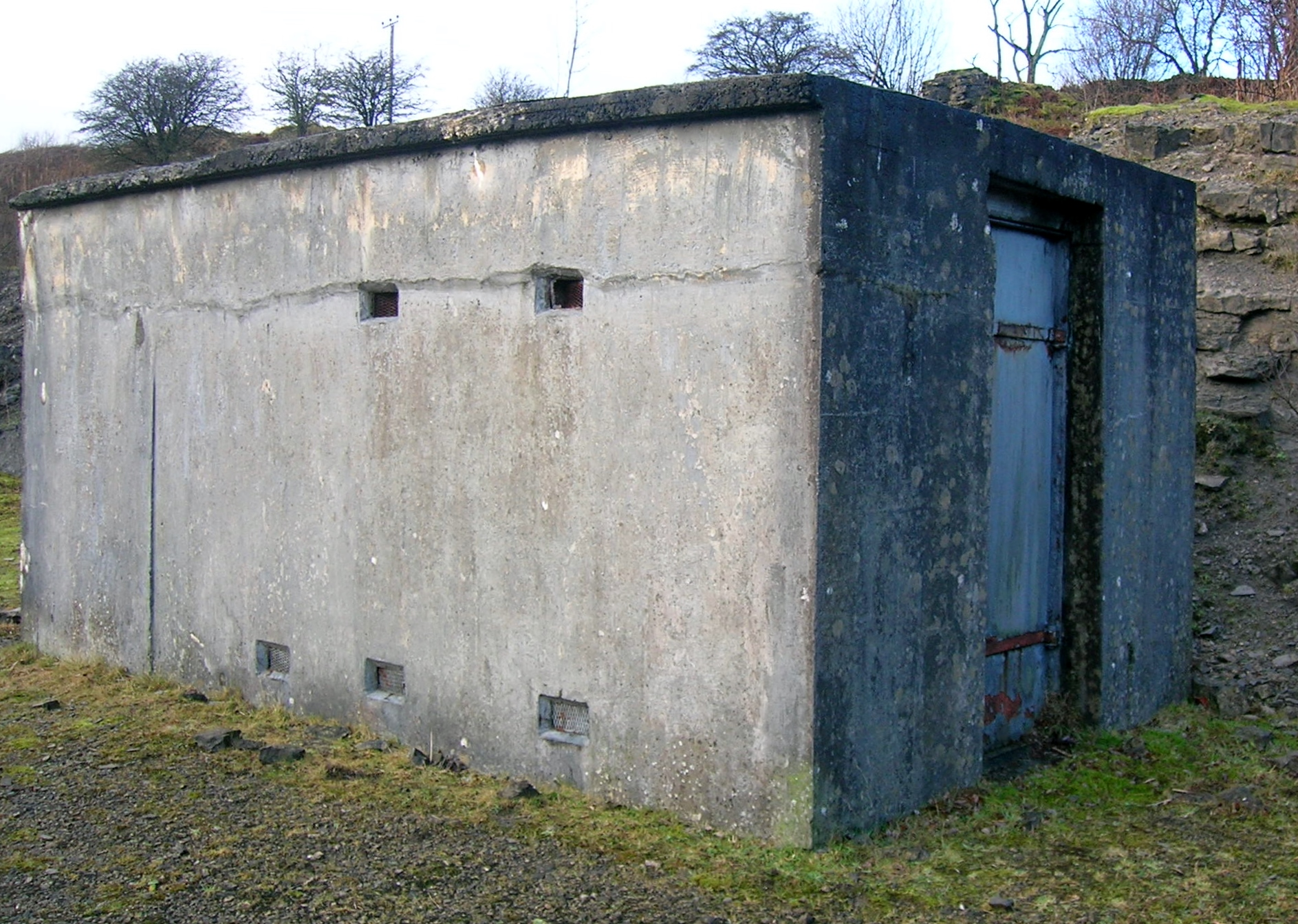
Типова стара бетонна будівля для зберігання динаміту і детонаторів, Шотландія

Поряд із перевагами динаміти мають і недоліки. Вони дуже чутливі до механічної дії і тому небезпечні у використанні, особливо замерзлі і частково відталі динаміти — що потребує для зберігання динаміту добре опалюваних складів: так, динаміти, які використовують чистий нітрогліцерин, замерзають при температурах 10—12 °C і втрачають пластичність, для пониження температури замерзання в динаміти додають також інші нітроефіри, наприклад нітрогліколь. Негативними якостями желатин-динамітів (див. Види і виробництво динамітів) є старіння (часткова втрата детонаційної здатності при зберіганні, хоча і значно менш виражена, ніж у інших динамітів) і замерзання при температурах нижче −20 °C. Звичайною небезпекою через механічну чутливість була можливість детонації залишків патронів у стаканах шпурів при наступному оббурюванні вибоїв. Ще одним історичним недоліком динамітів була ексудація нітрогліцерину — виділення його краплями на поверхні динаміту, «запотівання» нітрогліцерином — який при контакті викликає тривалий головний біль, а також вибухонебезпечніший, ніж сам динаміт (аналогічні проблеми існували у гримучих драглів).
За економічною ефективністю виробництва динаміти суттєво поступаються сучаснішим промисловим вибуховим речовинам на основі аміачної селітри. Ще одним фактором, який ускладнює їх застосування, є погана придатність через високу чутливість і форми випуску (патрони діаметром 20—40 мм) до використання в автоматичних системах заряджання шпурів вибуховими речовинами, хоча подібні спроби на основі пневматичних систем робилися у Швеції.

## Види і виробництво динамітів

### Загальний огляд
| Склад                             | Склад        |
| --------------------------------- | ------------ |
| нітросуміш                        | 62 %         |
| колоксилін                        | 3,5 %        |
| нітрат натрію                     | 32 %         |
| деревне борошно                   | 2,5 %        |
| Властивість                       | Значення     |
| Чутливість до удару 2 кг вантажем | 25 см        |
| Температура спалаху               | 205 °C       |
| Швидкість детонації               | 6000 м/с     |
| Теплота вибуху                    | 1210 ккал/кг |
| Температура продуктів вибуху      | 4040 °C      |
| Об'єм продуктів вибуху            | 630 л/кг     |
| Бризантність за Гессом            | 16 мм        |
| Дієздатність за Трауцлем          | 350 см³      |
| ККД вибуху                        | 76 %         |
| Тротиловий еквівалент             | 1,2          |
| 1.                                |              |

Основним вибуховим компонентом динамітів є нітрогліцерин, до якого з метою пониження температури затвердіння додається нітрогліколь або динітрат диетиленгліколю (суміш, яка утворюється, називається часто нітросумішшю). За складом додаткових інгредієнтів динаміти поділяються на змішані та желатин-динаміти, а за вмістом нітрогліцерину на високо- і низькопроцентні. Основна маса застосування історично припадала на динаміти з 40—60-процентним вмістом нітрогліцерину, в тому числі в СРСР — 62-процентний динаміт. До складу змішаних динамітів крім нітросуміші входить порошкоподібний пористий поглинач. Зокрема, в гурдинаміті (високопроцентний змішаний динаміт) 75 % складає нітрогліцерин і 25 % — кізельгур, утворюючи пухку сиру масу, яка нагадує чорнозем (кізельгур бул використаний як абсорбент і в патентованому динаміті Нобеля, іншим раннім поглиначем був вуглекислий магній). В низькопроцентних змішаних динамітах з теплотою вибуху 1200—1400 ккал/кг (детонітах) як поглиначі можуть використовувати диетиленглікольдинітрат, алюмінієва пудра чи аміачна селітра. В основі желатин-динамітів лежать желатиновані нітроефіри, отримувані при додаванні в основну речовину до 10 % колоксиліну. Серед желатин-динамітів виділяються так звані гримучі драглі — нітрогліцерин з домішкою 7—10 % колоксиліну, який дає теплоту вибуху 1550 ккал/кг і має швидкість детонації 8 км/с. До складу желатин-динамітів крім нітроефіру та колоксиліну можуть входити натрієва і калієва селітри, горючі добавки (деревне борошно) і стабілізатори (сода).

### Історичні різновиди динамітів та їхні властивості

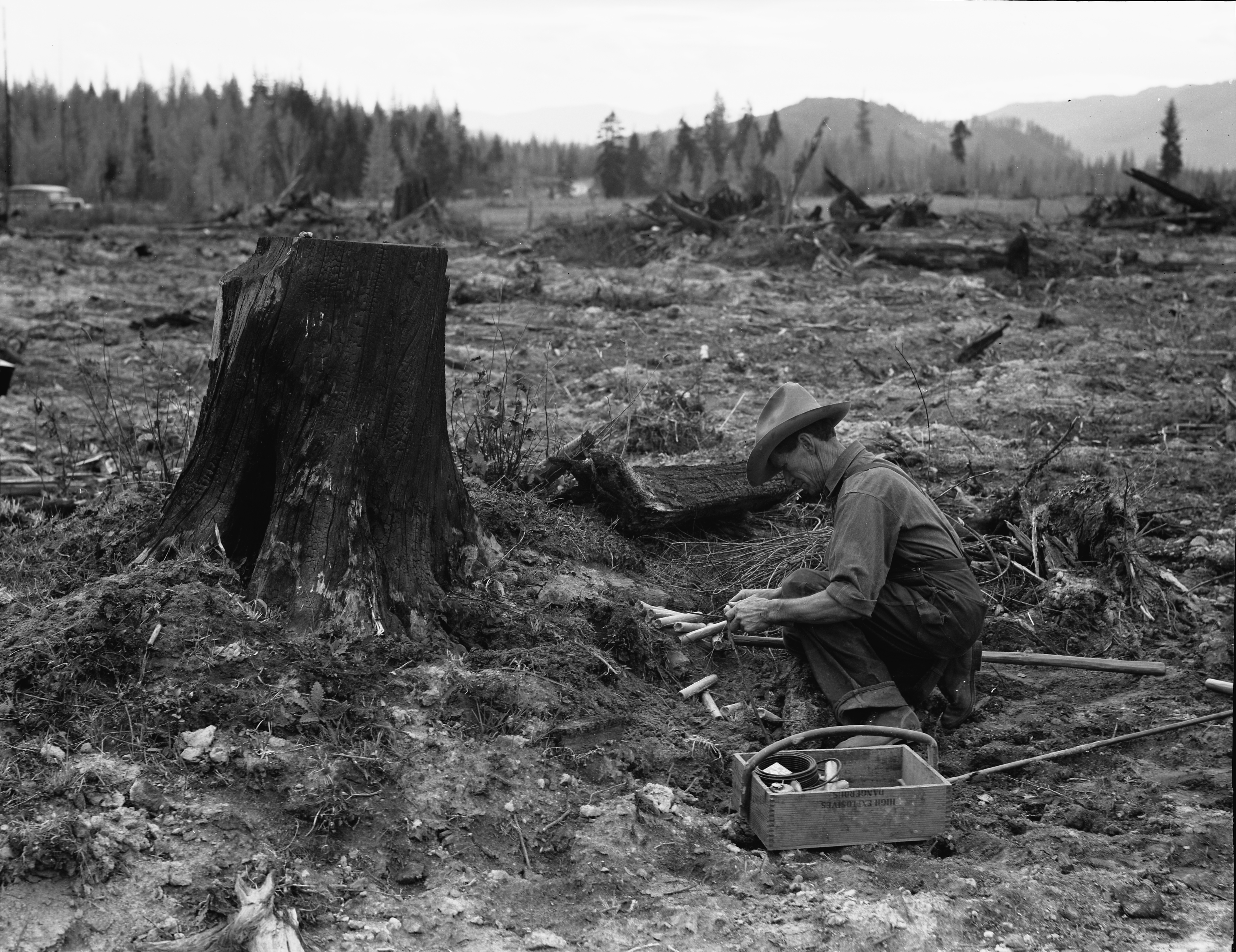
Використання динаміту для корчування пня американської модрини, Айдахо, жовтень 1939

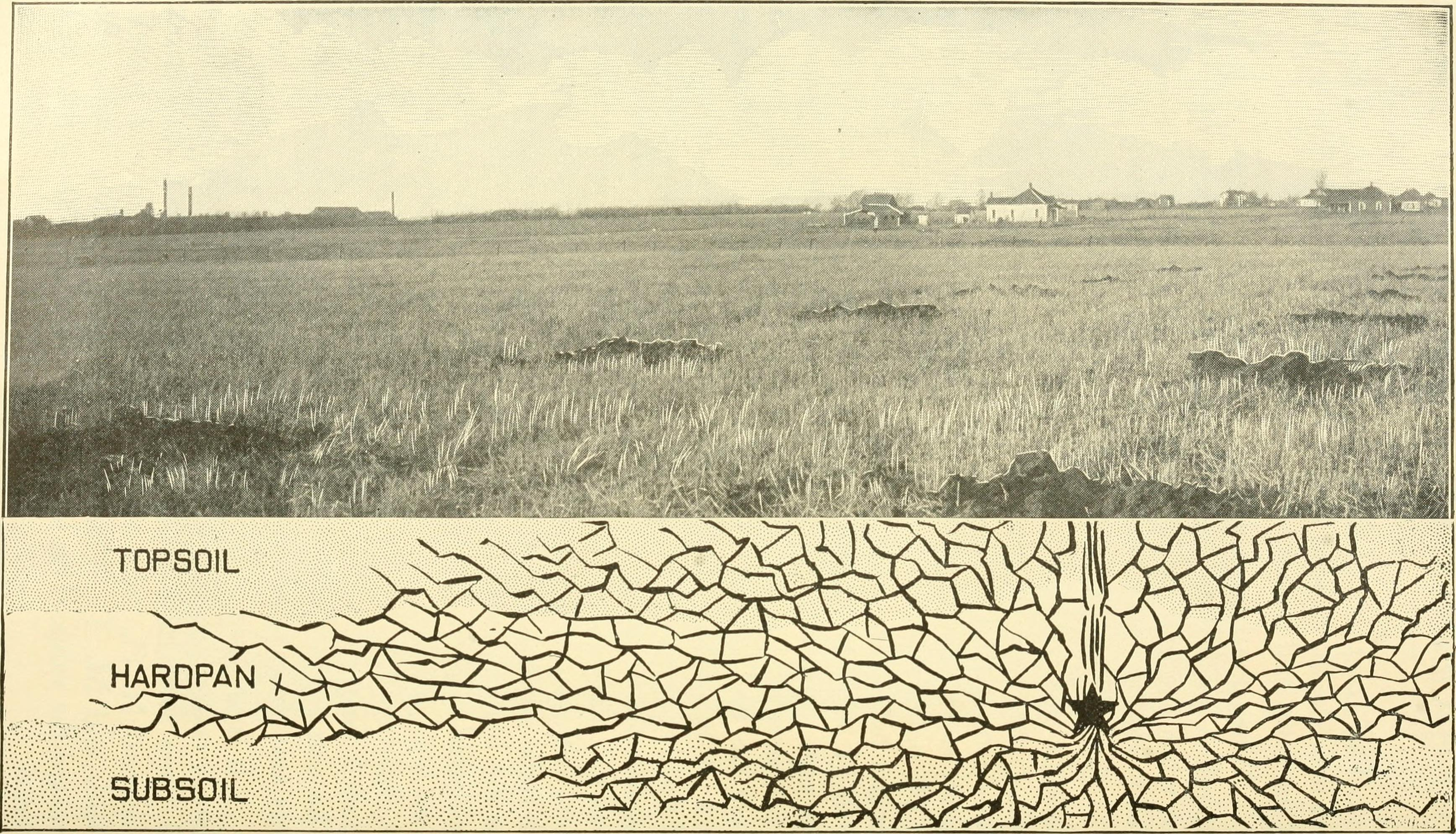
Використання динаміту для розпушування ґрунту, рисунок з американського посібника для фермерів, 1911

Склад динамітів варіювався в широких межах у залежності від їх призначення. Так, динаміти, призначені для застосування у вугільних шахтах, де можливе займання і детонація вугільного пилу чи метану, що виділяється з пластів, містять невелику кількість нітрогліцерину (10—40 %), часто змішаного з аміачною селітрою (20—80 % — за наявності) - амонійний динаміт, і різними присадками, які зменшували температуру отримуваних газів. Такі динаміти випускалися під марками гризутинів, гризутитів, карбонітів і називаються в загальному антигризутними чи запобіжними. Гримучі драглі, що містять близько 90 % нітрогліцерину, 7—12 % колоїдного піроксиліну та іноді декілька відсотків різних присадок, використовували при вибухових роботах в особливо в'язких і твердих гірських породах, а близькі до них драглисті або желатин-динаміти з суттєвими домішками селітри і меншою вибуховою силою — для м'якших порід і за потреби в отриманні крупних уламків. Так звані військові динаміти, особливо стійкі до механічної дії — аж до відсутності детонації при потраплянні куль, виготовлялися з гримучих драглів з домішками декількох процентів вазеліну і камфори. Економічні динаміти були близькі за складом до драглистих, але призначалися для вибухових робіт на поверхні, типу корчування пнів, і часто містили селітру, сірку і деревне борошно. Важкозамерзаючі динаміти користувалися особливим попитом в країнах Скандинавії і містили різні присадки, які понижували температуру замерзання нітрогліцерину.
Протягом тривалого часу стандартом, з яким порівнювали всі типи динамітів, був «гур-динаміт № 1» або просто «динаміт № 1», який складався з 75 % нітрогліцерину, 24,5 % кізельгуру і 0,5 % соди. Цей динаміт мав густину 1,67 г/см³ і мав вигляд пластичної маси, жирної на дотик, колір якої варіювався біля коричневого з домішкою червоного через застосуванні різних сортів кізельгуру. Гур-динаміт не був гігроскопічним, однак при контакті з водою вона повільно витісняла нітрогліцерин з пор кізельгуру, тому він повинен був зберігатися в сухих приміщеннях. При вибуху він не утворював отруйних газів, але залишав тверді залишки наповнювача, а при безпосередньому контакті викликав головний біль, як і нітрогліцерин.
Гримучі драглі з нітрогліцерину і колодію мали вигляд драглистої прозорої ледь жовтуватої речовини, яка нагадувала за консистенцією щільне персикове желе.
Типовим складом желатинованого динаміту, який широко використовували у промисловості, був: 62,5 % нітрогліцерину, 2,5 % колоїдної бавовни, 8 % деревного борошна і 27 % натрієвої селітри.
Щільність гур-динаміту — 1400—1500 кг/м³. Температура займання гримучих драглів і динаміту з вмістом 75 % нітрогліцерину — 180—200 °C. Об'єм газів, що виділяються на 1 кг речовини, становить для гримучих драглів (91,5 % нітрогліцерину і 8,5 % колоїдного піроксиліну) — 0,71 м³, для гур-динаміту з 75 % нітрогліцерину — 0,63 м³, теплота вибуху при постійному об'ємі — 1530 і 1150 кал/кг, температура продуктів детонації — 3200—3550 і 3000—3150 °C, швидкість детонації — 7700 і 6820 м/с, тиск, який розвивається газами — 1,75 і 1,25 ГПа, відповідно. Детонація динамітів не відбувається навіть при падінні їх з висоти порядку десятків метрів, але вони дуже чутливі до ударів металічними предметами.

### Сучасні динаміти

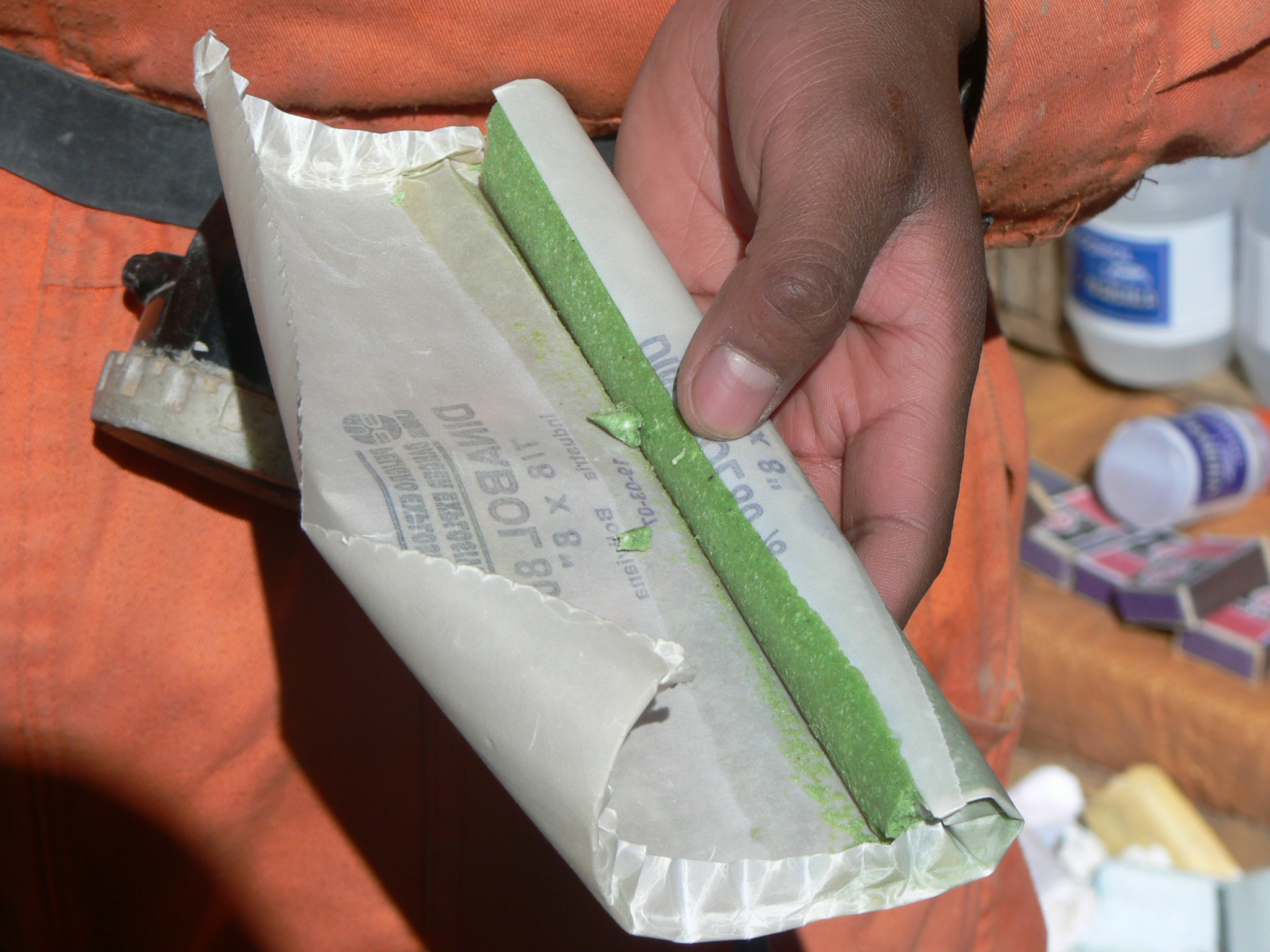
Сучасний динаміт в гірничому магазині у Болівії, 2007

Сучасні промислові динаміти випускають у вигляді патронів діаметром 32 мм, масою 150 г і 200 г, наповнених пластичною чи порошкоподібною маслянистою вибуховою речовиною. Гарантійний термін придатності — 6 місяців.
Поділяються на дві групи:
1. Високопроцентні — з вмістом нітроефірів понад 35 %, це звичайні (пластичні) і важкозамерзаючі динаміти.
2. Низькопроцентні — з вмістом нітроефірів до 15 %, це детоніти, угленіти і побєдити.

Угленіти і побєдити — запобіжні динаміти, що виробляються з нітрогліцерину, окиснювача і полум'ягасника (російські угленіти Э-6 і № 5, побєдит ВП-4). Деякі автори не відносять ці вибухові речовини до динамітів.
Температура замерзання звичайного динаміту — +8 °C, важкозамерзаючого — −20 °C. Динаміти високочутливі й небезпечні у використанні, особливо замерзлі — у цьому вигляді їх не можна піддавати механічній дії: різати, ламати, кидати і так далі. Перед застосуванням замерзлі динаміти розморожують.
В США виготовленням динаміту займається єдина компанія Dyno Nobel (м. Картаж, штат Міссурі). Повний обсяг виробництва динаміту в США в 2006 році склав близько 14 000 тонн. Крім того, на озброєнні в армії США перебуває так званий «військовий динаміт», який, однак, не містить нітроефірів, і складається з 75 % гексогену, 15 % тротилу і 10 % десенсибілізаторів і пластифікаторів.
| Компонент           | Динаміт | 60%-екстра динаміт | Гримучі драглі | 60%-екстра желатин | Економічний динаміт |
| ------------------- | ------- | ------------------ | -------------- | ------------------ | ------------------- |
| Нітросуміш          | 40,0    | 15,8               | 91,0           | 26,0               | 9,5                 |
| Нітроклітковина     | 0,1     | 0,1                | 6,0            | 0,4                | 0,1                 |
| Нітрат амонію       | 30,0    | 63,1               | —              | 39,0               | 72,2                |
| Нітрат натрію       | 18,9    | 11,9               | —              | 27,5               | —                   |
| Деревне борошно     | 8,0     | 3,4                | 0,5            | 2,0                | 2,4                 |
| Бальса              | 2,0     | —                  | —              | —                  | —                   |
| Крохмаль чи борошно | —       | 3,9                | 1,5            | 3,8                | 4,0                 |
| Гуарова камедь      | —       | 1,3                | —              | —                  | 1,3                 |
| Фенолові мікросфери | —       | —                  | —              | 0,3                | —                   |
| Хлорид натрію       | —       | —                  | —              | —                  | 10,0                |
| Тальк               | 1,0     | 0,5                | 1,0            | 1,0                | 0,5                 |
| 1.                  |         |                    |                |                    |                     |

### Виробництво динамітів
Процес виробництва динамітів супроводжується всіма пересторогами, які використовують у виробництві вибухових речовин: виробництво строго регулюється для уникнення випадкової детонації; обладнання спеціально конструюється для мінімізації зовнішніх впливів на змішувані компоненти, таких як вогонь, теплота чи удари; будівлі і склади спеціально укріплюються, в них зводяться вибухостійкі дахи і створюється строгий контроль доступу; будівлі і склади розносяться по території заводів і обладнуються спеціальними системами опалення, вентиляції та електромережами; всі стадії процесів постійно моніторяться автоматичними системами і працівниками; робітники проходять спеціальне навчання, в тому числі медичне — для надання першої допомоги постраждалим при вибуху, а їхнє здоров'я посилено контролюється.
Вихідними речовинами є нітросуміш (нітрогліцерин з етиленглікольдинітратом, який понижує температуру його замерзання), поглинаюча речовина і антацид. Спочатку нітросуміш поступово додається у механічний змішувач, де вона поглинається адсорбентом, зараз типово органічною речовиною типу деревного чи пшеничного борошна, тирси і т. п. з можливим додаванням натрієвої і/або аміачної селітри, яка посилює вибухові властивості динаміту.
Потім додається близько 1 % антациду, зазвичай карбонату кальцію чи оксиду цинку, щоб повністю нейтралізувати можливу кислотність адсорбенту — в кислому середовищі нітрогліцерин має схильність до розкладання. Після перемішування суміш готова до упаковування.
Динаміти зазвичай патронуються у паперових гільзах 2—3 см в діаметрі й 10—20 см у довжину, які запечатуються парафіном — він захищає динаміт від сирості і як вуглеводень підсилює вибух.
Випускають також і багато інших форм динамітів, від маленьких патронів, які використовують при знесенні будівель, до великих зарядів діаметром до 25 см, завдовжки до 75 см і масою до 23 кг, які використовують при відкритій розробці корисних копалин. Іноді використовують порошкову форму динамітів, а для підводних робіт випускають желатиновані динаміти.

## Застосування
Мають обмежене застосування на підземних роботах в шахтах, безпечних за газом та пилом, при вибухових роботах в породах дуже міцних та в'язких, а також з великою водорясністю.